# كومينز مينابي
كومينز مينابي (بالإنجليزية: Commins Menapi)‏ (مواليد 18 سبتمبر 1977 في جزر سليمان - 18 نوفمبر 2017) لاعب كرة قدم سليماني دولي يجيد اللعب في خط الهجوم . يلعب حاليا لصالح نادي ماريست السليماني منذ 2009 .

## روابط خارجية
- كومينز مينابي على موقع الاتحاد الدولي (مؤرشف)  (الإنجليزية)
- كومينز مينابي على موقع قاعدة بيانات كرة القدم.إي يو (الإنجليزية)
- كومينز مينابي على موقع ناشيونال فوتبول تيمز (الإنجليزية)
- كومينز مينابي على موقع عالم كرة القدم.نت (الإنجليزية)
- كومينز مينابي على موقع كووورة